# Книга цветов

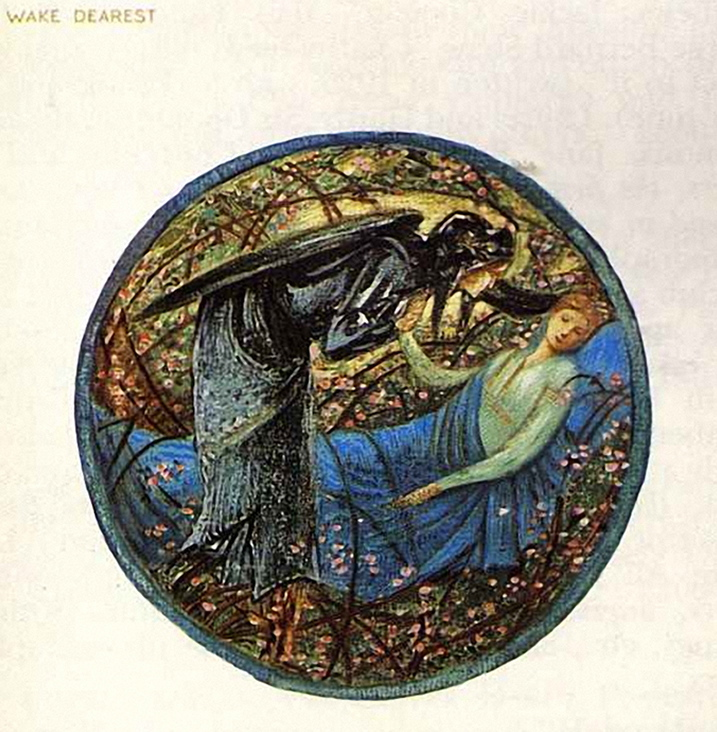
Wake Dearest

Книга цветов — серия из 38 круглых акварелей английского художника Эдварда Бёрн-Джонса, создававшаяся с 1882 по 1898 год. На картинах не изображаются сами цветы, но они вдохновлены названиями цветов; сам художник охарактеризовал их как «серию иллюстраций к названиям цветов»; по словам супруги художника Джорджианы, на картинах не изображено ни одного цветка. Художник создавал эти акварели не по заказу, а для собственного удовольствия. В 1905 году Джорджиана Бёрн-Джонс издала ограниченный тираж факсимиле «Книги цветов».

## Информация о картинах

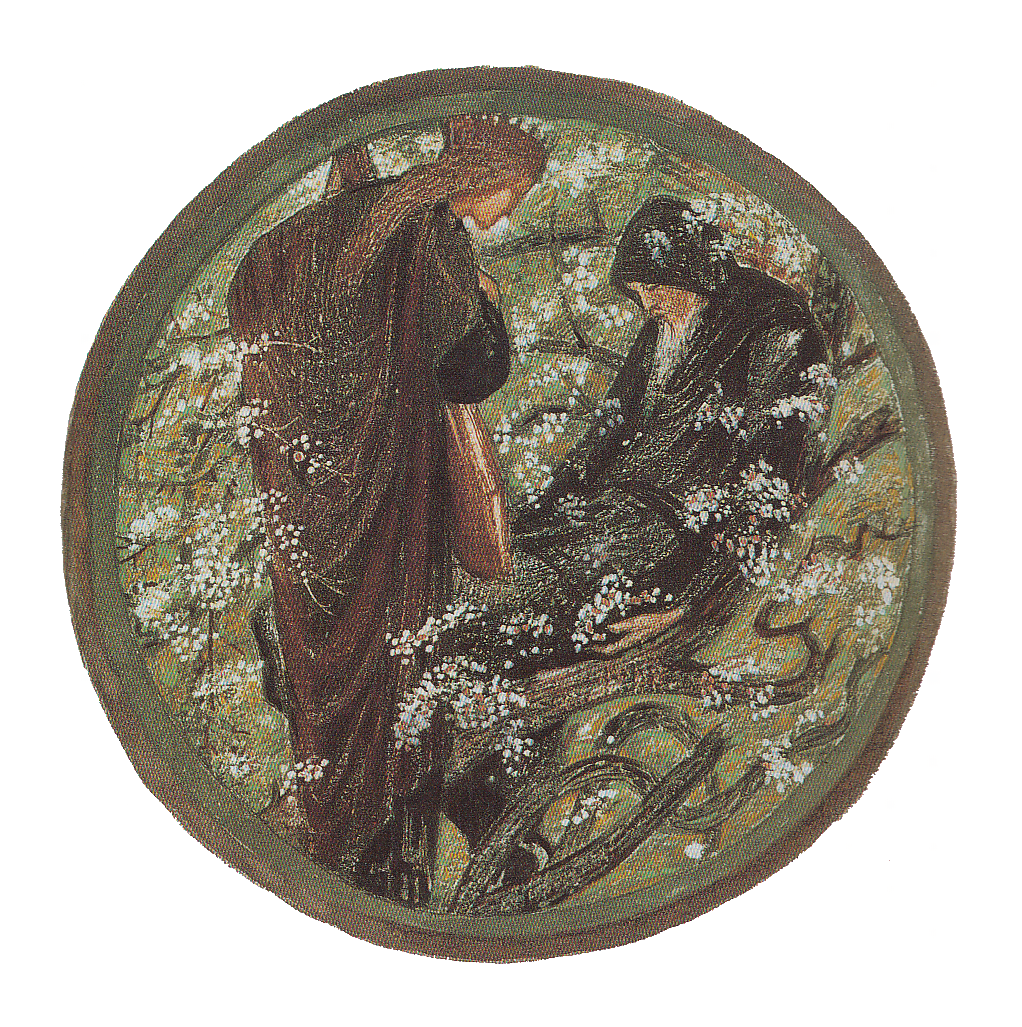
Witches' Tree

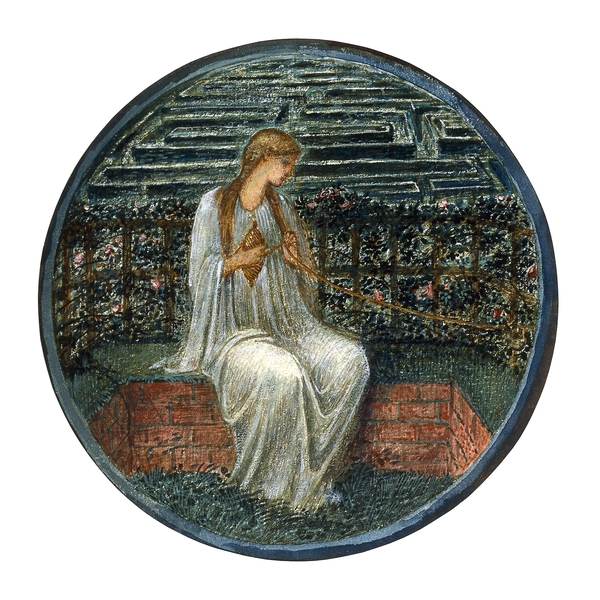
Love in a Tangle

Картины были написаны акварелью, гуашью и позолотой; тематика изображений охватывает пейзажи Роттингдина, где находилась летняя резиденция художника, сюжеты из литературных произведений, Артурианы, Библии. Эдвард Бёрн-Джонс собирал названия цветов из различных источников, большую часть он узнал от Леди Элеанор Лейтон-Уоррен, в письме к ней художник просил сообщить как можно больше информации о цветах, поскольку хотел, чтобы картина и название были едины, а из множества названий цветов очень сложно выбрать единственно подходящее.

## Публикация
После смерти художника альбом с акварелями остался у его супруги Джорджианы, и в 1905 году она опубликовала тираж факсимиле из 300 копий. После печати копии были прорисованы вручную акварелью поверх рисунка. Копии продавались как в форме книги, так и отдельными листами с иллюстрациями в раскладной коробке.
Факсимиле работ из «Книги цветов» находятся в  коллекциях Художественного музея Бирмингема и Художественного музея Делавэра. В 1994 году издательство Taschen опубликовало «Книгу цветов» с использованием современных технологий печати.
В 1909 году Британский музей приобрёл у Джорджианы Бёрн-Джонс оригинал альбома с акварелями.

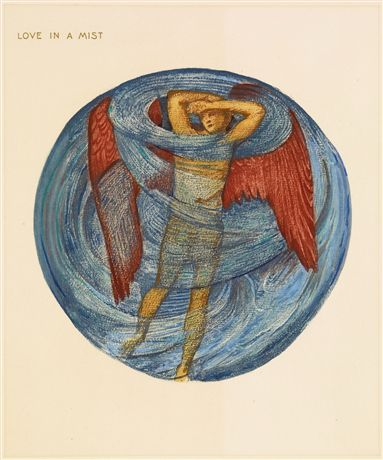
No. i Любовь в тумане Nigella damascena
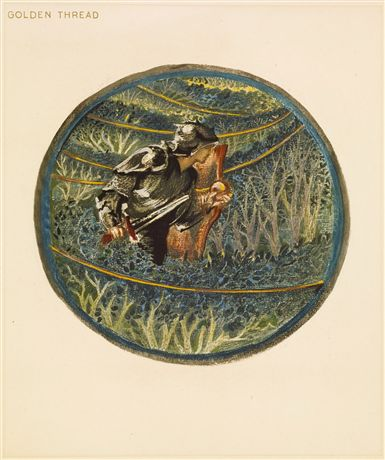
No. ii Золотая нить Coptis trifolia groenlandica
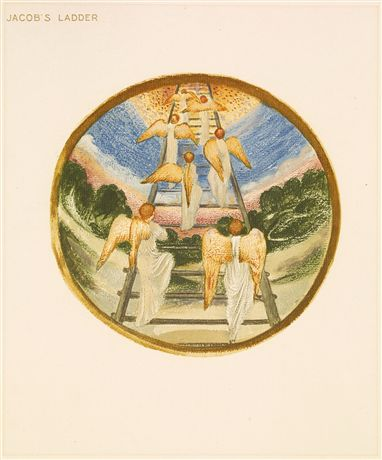
No. iii Лестница Иакова Polemonium caeruleum
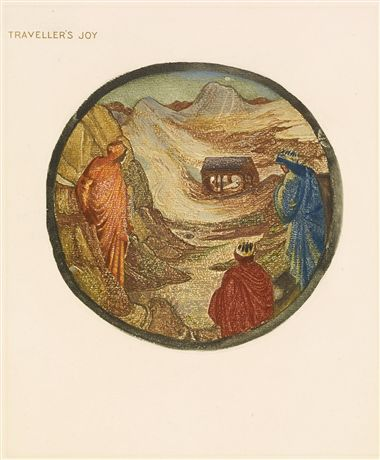
No. iv Отрада путника Clematis vitalba